# SWEEPS-10

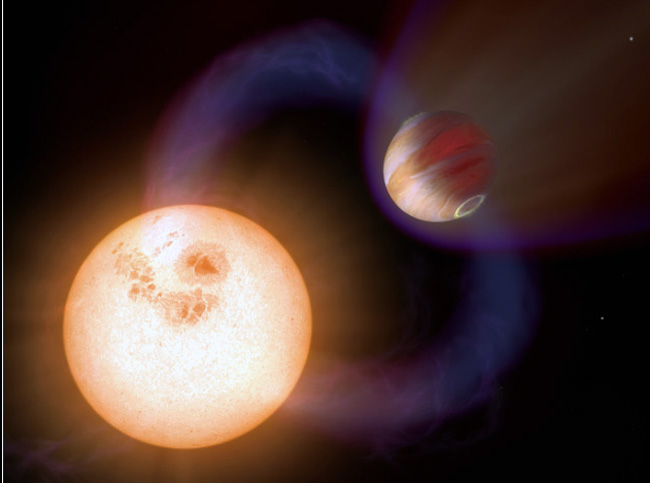
極短周期行星的想像圖。

SWEEPS-10是一顆位於銀河系核球中的系外行星。直到2007年6月都是目前已知行星中最短軌道周期的候選行星。

## 簡介
該行星環繞位於銀河系核球中的恆星SWEEPS J175902.00−291323.7，距離地球約22000光年（距離模數14.1）。SWEEP-10環繞母恆星 SWEEPS J175902.00−291323.7 的軌道周期只有10小時，距離更只有120萬公里（相當於地球和月球距離的三倍）。因此該行星也是已知溫度最高的行星之一，約1650℃。位於美國馬里蘭州巴爾的摩太空望遠鏡科學研究所的團隊主持人凱拉許·薩胡表示：「這個和母星擁抱的行星至少有1.6倍木星質量，否則會被恆星的引力拉開」。這種超短周期行星似乎只在矮星周圍發現。
矮星相對低的溫度允許行星的存在。薩胡表示：「極短周期行星傾向於環繞在比我們的太陽小而低溫的紅矮星」。